# ای‌ال‌دی
ای‌ال‌دی (انگلیسی: ALD) شرکت ترابری فرانسوی است، که در سال ۱۹۹۰ تأسیس شد.